# Rue Brantôme
Pour les articles homonymes, voir Rue Brantôme (ancienne, Paris) et Brantôme.
La rue Brantôme est une voie du 3e arrondissement de Paris, en France.

## Situation et accès
La rue Brantôme est une voie privée située dans le 3e arrondissement de Paris. Elle débute au 46, rue Rambuteau et se termine 11, rue du Grenier-Saint-Lazare. Elle traverse le quartier de l'Horloge de Sud en Nord par le milieu.
Avant la construction du quartier actuel, la rue était perpendiculaire à son présent axe, puisqu'elle reliait la rue Saint-Martin à la rue Beaubourg, parallèlement à la rue Rambuteau.

## Origine du nom

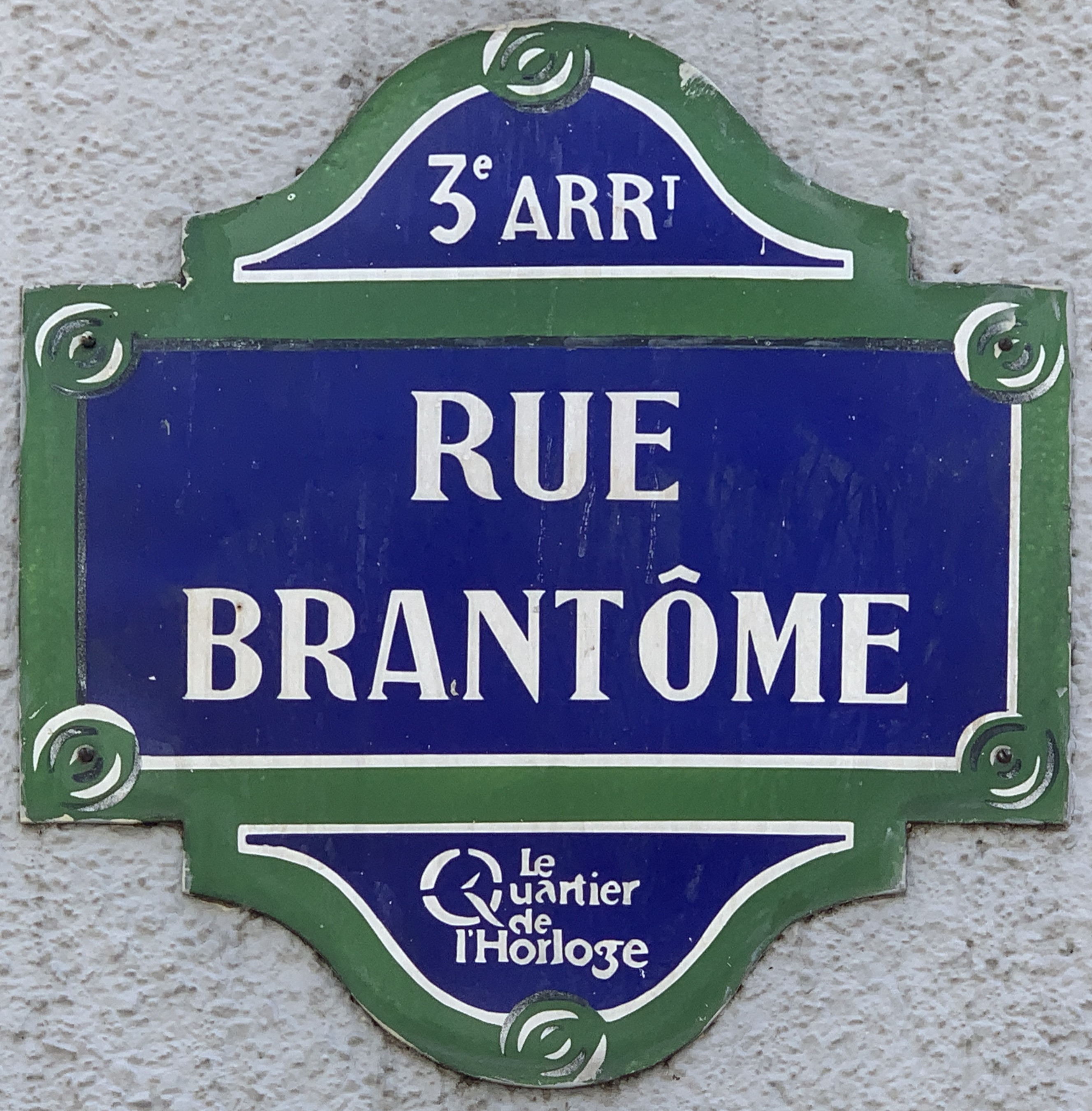
Plaque de la rue.

Cette voie porte le nom de l'écrivain Brantôme (vers 1540-1614). Cette voie est en effet située à proximité de l’ancienne rue Brantôme.

## Historique
La rue Brantôme appartient au quartier de l’Horloge. Elle a été créée en 1977 et ouverte à la circulation publique par arrêté municipal du 27 mars 1981.

## Pour approfondir